# Daily's Place
Daily's Place es un anfiteatro en el centro de Jacksonville, Florida. El lugar está conectado con el extremo sur de TIAA Bank Field y comparte espacio con una instalación de práctica cubierta de "campo flexible" para los Jacksonville Jaguars. Se inauguró en mayo del 2017 y tiene capacidad para 5.500 espectadores. Desde 2019, el anfiteatro se ha vuelto conocido a nivel nacional como internacional la sede de la compañía de lucha libre profesional de EE. UU. All Elite Wrestling (AEW).
Los derechos de denominación fueron asegurados por Daily's, una cadena de tiendas de conveniencia local.

## Historia y antecedentes
El lugar se propuso por primera vez en 2009 como una renovación completa de la carpa del pabellón envejecido en el Parque Metropolitano de Jacksonville. Después de una reunión del consejo de la ciudad celebrada en enero de 2010, los planes de renovación se suspendieron, sin embargo, la demolición de "Kid Kampus" continuó y el espacio se convirtió en un campo de hierba en 2011.
A principios de 2015, Shahid Khan, propietario de Jaguars, propuso un plan para desarrollar el área este del centro de Jacksonville. Centrándose en los Astilleros, el plan buscaba convertir el espacio en un complejo comercial, residencial y de ocio. Las representaciones proyectadas vieron la demolición de la carpa del pabellón y la construcción de un anfiteatro al aire libre de 9.000 asientos. Cuando el consejo de la ciudad los revisó, estos planes fueron denegados debido a preocupaciones sobre el impacto ambiental. Con el éxito de las renovaciones de Everbank Field, Khan desarrolló nuevos planes para el área de Shipyards, que finalmente fueron aprobados por la ciudad.
Los Jaguars anunciaron planes para adiciones y renovaciones en Everbank Field, incluida la adición de un anfiteatro, en su discurso sobre el estado de la franquicia de 2015.  El presupuesto de $90 millones para las mejoras se dividiría entre la Ciudad de Jacksonville y Khan's Iguana Investments.
La Fase 1 de construcción vio una renovación del US Assure Club con césped en el campo de fútbol. La Fase 2 del plan vio la adición de un anfiteatro y un campo de práctica cubierto. Los conceptos de diseño iniciales vieron el anfiteatro como un lugar cubierto al aire libre con un entrepiso y un balcón; siendo el área de práctica un edificio separado. Ambas sedes estaban conectadas con el estadio y las áreas de estacionamiento a través de una pasarela cubierta. Las representaciones posteriores vieron los dos espacios como un solo espacio, conectado a través de un techo y dividido a través de puertas de hangar.
La construcción estaba programada para comenzar en julio de 2016,  sin embargo, las restricciones financieras y los permisos retrasaron la inauguración hasta agosto de 2016.  Los costos finales se estiman en más de $ 40 millones. Inicialmente se anunció que la instalación sería administrada por SMG, Iguana Investments creó una empresa hermana, Bold Events, que operará y promoverá todos los eventos en el anfiteatro y el estadio. Con esta asociación, 500 boletos de preventa estarán disponibles para los poseedores de boletos de temporada de los Jaguars.

## Diseño
El lugar fue diseñado por el estudio de arquitectura Populous (quien también diseñó los tres lugares deportivos en Jacksonville). Las primeras representaciones muestran el anfiteatro con un elegante diseño técnico que se asemeja a una nave espacial. El diseño final incluyó un entorno escalonado interior unido al campo flexible. La estructura exterior está compuesta por cerchas de acero que crean la fachada de la jaula con tejido de PTFE. El techo de tela (similar al Estadio Arthur Ashe en Nueva York) proporciona ventilación natural y luz natural y ayuda a crear un efecto de iluminación LED espectacular.
El lugar cuenta con un techo de 80 pies, el escenario de concierto estándar de 60x40 y un edificio de la casa trasera. El anfiteatro cuenta con un piso principal, un entrepiso y un balcón, similar al Radio City Music Hall. El piso principal tiene capacidad para 3500 personas con un área de admisión general (foso orquestal) que puede sumar hasta 500. El entrepiso y el balcón cuentan con 1000 asientos cada uno. El piso principal también cuenta con paneles deslizantes de 228 pies en ambos lados que se pueden abrir para crear una experiencia al aire libre.

## Análisis competitivo
Con su capacidad para 5500, es la segunda sala de conciertos más grande de Jacksonville (con el VyStar Veterans Memorial Arena con capacidad para 15 000 y el Teatro Moran con capacidad para casi 3000). Su competidor más cercano, el Anfiteatro de San Agustín, tiene capacidad para cerca de 4.000 personas. El gerente del anfiteatro, Ryan Murphy, piensa que el nuevo anfiteatro del centro es una buena medida para Jacksonville, siente que no alejará a las multitudes del recinto de St. Augustine. Otros anfiteatros en el área metropolitana incluyen:
- Coxwell Anfiteatro con capacidad para 6000 (estrictamente para eventos de la UNF)
- Pabellón Seawalk con capacidad para 3000
- Anfiteatro Unity Plaza con capacidad para 1500
- Anfiteatro Riverfront con capacidad para 350

El presidente de los Jaguars, Mark Lamping, afirma que el propósito del lugar era ayudar a revitalizar el mediocre centro de la ciudad. El lugar planea albergar de 35 a 40 eventos por año, con muchos espectáculos en torno a los partidos en casa de los Jaguars. Lamping siente que esto ayudará a traer turismo a la ciudad, aunque se desconoce su impacto económico real.

Una parte de lo que estamos haciendo con Daily's Place es hacer que los fines de semana en casa de Jaguar sean más grandes y especiales. Si hay personas que asisten a Daily's Place que no han tenido la oportunidad de experimentar Everbank Field, el diseño de Daily's Place permite que las personas interactúen con el estadio como parte de su visita. Tal vez a través de esa interacción se despierte algo de curiosidad y quizás se despierte el deseo de probar el fútbol de los Jaguars.

## Sede de eventos múltiple

### Lucha Libre profesional

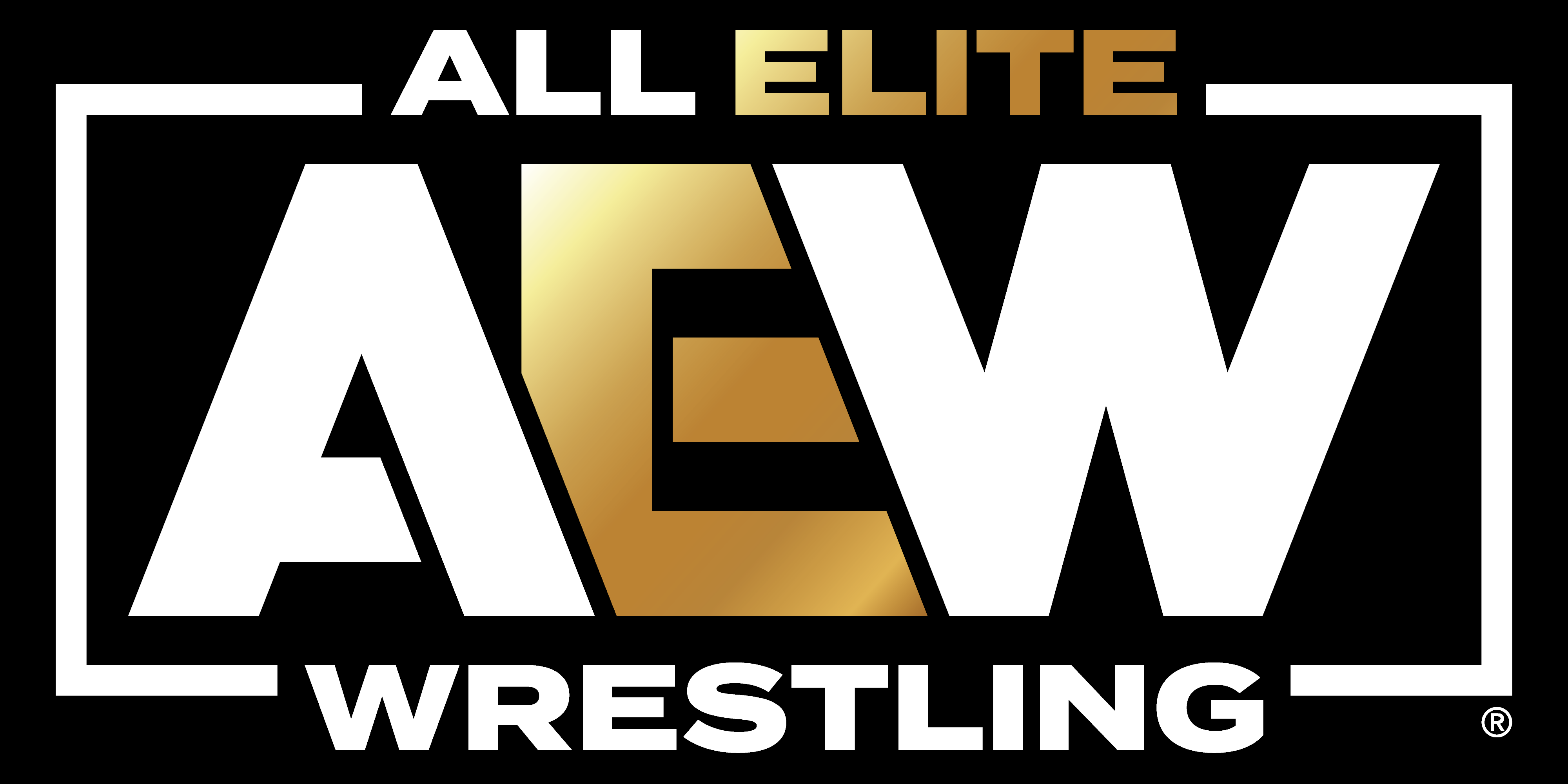
Daily's Place sirvió como casa base de la compañía de lucha libre profesional All Elite Wrestling, desde su fundación en el 2019

Daily's Place es la sede de All Elite Wrestling (AEW), una empresa de lucha libre profesional que, al igual que los Jaguars, es propiedad principalmente de la familia Khan.
El 13 de julio de 2019, AEW organizó su evento de transmisión Fight for the Fallen en Daily's Place. El 18 y 25 de marzo de 2020, AEW trasladó temporalmente su programa de televisión semanal Dynamite, así como su serie web Dark, a Daily's Place, debido a cancelaciones de sus transmisiones itinerantes debido a la Pandemia de COVID-19. Las grabaciones se llevaron a cabo a puerta cerrada sin espectadores externos; utilizaron luchadores y equipos que no competían para servir como audiencia en vivo. Después de que se realizaron más de un mes de grabaciones en un "lugar no revelado" para evitar que los fanáticos aparecieran (más tarde se reveló que era el complejo de entrenamiento Nightmare Factory en Norcross, Georgia), AEW regresó a Daily's Place para realizar su pago por evento. Double or Nothing el 23 de mayo (con TIAA Bank Field organizando un partido de Stadium Stampede como evento principal), reubicado desde Las Vegas debido a la pandemia.
A partir de ese momento, Daily's Place se convirtió en la base de operaciones de AEW, y todos los episodios posteriores de Dynamite, Dark y pay-per-view se originaron allí durante el período de la pandemia, y los fanáticos regresaron durante el verano de 2020 al principio con una capacidad limitada y luego gradualmente. aumentando a medida que pasaba el tiempo, tras el levantamiento de algunas restricciones por parte de la Gobernación del estado de la Florida. La promoción volvió a las giras en vivo el 7 de julio de 2021, aunque AEW aún continúa realizando eventos periódicamente en Daily's Place, promocionados como programas de "Regreso a casa".

### Conciertos
El lugar se inauguró el 27 de mayo de 2017 con un concierto de Tedeschi Trucks Band, con sede en Jacksonville.
El 23 de abril de 2021, Machine Gun Kelly actuó en Daily's Place en una gira en apoyo de su álbum Tickets to My Downfall, marcando el primer concierto a plena capacidad realizado en Daily's Place desde el comienzo de la pandemia de COVID-19.